# Strophanthus zimmermannianus
Strophanthus zimmermannianus là một loài thực vật có hoa trong họ La bố ma. Loài này được Monach. miêu tả khoa học đầu tiên năm 1951.